# 1952年ヘルシンキオリンピックのイギリス選手団
1952年ヘルシンキオリンピックのイギリス選手団（1952ねんヘルシンキオリンピックのイギリスせんしゅだん）は、1952年7月19日から8月3日にかけてフィンランドの首都ヘルシンキで開催された1952年ヘルシンキオリンピックのイギリス選手団、およびその競技結果。

## 概要
今大会は金メダル1個、銀メダル2個、銅メダル8個の合計11個のメダルを獲得した。

## メダル
| メダル | 選手名                                                                                | 競技   | 種目                  |
| ------ | ------------------------------------------------------------------------------------- | ------ | --------------------- |
| 銀     | シーラ・レーウィル                                                                    | 陸上   | 女子走高跳            |
| 銅     | エマニュエル・ベイリー                                                                | 陸上   | 男子100m              |
| 銅     | ジョン・ディズリー                                                                    | 陸上   | 男子3000m障害         |
| 銅     | シルビア・チーズマン ジューン・フォールズ ジーン・デスフォルゲ ヘザー・アーミテージ   | 陸上   | 女子4×100mリレー      |
| 銅     | シャーリー・コーリー                                                                  | 陸上   | 女子走幅跳            |
| 銅     | ロナルド・ストレットン ドナルド・バージェス ジョージ・ニューベリー アラン・ニュートン | 自転車 | 男子4000m団体追い抜き |